# RealFlow
RealFlow is een programma gecreëerd door Next Limit Technologies, waarin 3D-simulies van vloeistoffen kunnen worden gemaakt. In de laatste "alleenstaande" versie kunnen alleen vloeistoffen, wateroppervlakken, stollings animaties en vaste objecten maken. Hiernaast ondersteunt RealFlow in Python en C++ geschreven add-ons.